# Fehérhasú rövidszárnyúrigó
A fehérhasú rövidszárnyúrigó (Sholicola albiventris) a madarak osztályának verébalakúak (Passeriformes) rendjébe és a légykapófélék (Muscicapidae) családjába tartozó faj.

## Rendszerezése
A fajt William Thomas Blanford angol természettudós írta le 1868-ban, a Callene nembe Callene albiventris néven. Besorolása vitatott egyes szervezetek a Myiomela nembe sorolják Myiomela albiventris néven, mások a Brachypteryx nembe Brachypteryx albiventris néven.

## Előfordulása
India déli részén honos. Természetes élőhelyei a szubtrópusi vagy trópusi hegyvidéki esőerdők, valamint vidéki kertek. Állandó, nem vonuló faj.

## Megjelenése
Testhossza 14 centiméter.

## Életmódja
Valószínűleg rovarokkal táplálkozik.

## Természetvédelmi helyzete
Az elterjedési területe kicsi, széttöredezett és az emberi tevékenység miatt gyorsan csökken, egyedszáma is csökken. A Természetvédelmi Világszövetség Vörös listáján sebezhető fajként szerepel.